# Microserangium
Microserangium – rodzaj chrząszczy z rodziny biedronkowatych i podrodziny Microweiseinae. Obejmuje 18 opisanych gatunków. Zamieszkują Azję Wschodnią, Południową i Południowo-Wschodnią.

## Morfologia
Drobne chrząszcze o ciele długości od około 1 do około 1,6 mm, półkulistego kształtu (szeroko-owalne z silnie wysklepionym wierzchem). Ubarwione są w odcieniach żółtawego, brązu i czerni, czasem z dwubarwnymi pokrywami. Wierzch ciała jest nagi, tylko na zewnętrznych brzegach przedplecza i pokryw z rozproszonymi długimi szczecinkami.
Głowa jest poprzeczna, o wyciągniętym ku przodowi nadustku i spłaszczonym spodzie, w spoczynku silnie wycofana w głąb przedtułowia. Frontoklipeus jest dobrze wykształcony i wokół panewek czułkowych głęboko wykrojony. Czułki umieszczone są przed oczami i zbudowane z dziewięciu członów, z których pierwszy jest przysadzisty, drugi mniejszy i kulistawy, trzeci trójkątny, a ostatni tworzy spłaszczoną, owalną buławkę z kanciastym szczytem. Oczy są duże, zbudowane z drobnych omatidiów. Żuwaczki są uwstecznione, zakończone sterczącym zębem wierzchołkowym. Głaszczki szczękowe mają ostatni człon dłuższy niż szerszy, o kształcie beczułki ze ściętym wierzchołkiem. Gula jest poprzeczna.
Silnie poprzeczne przedplecze ma zaokrąglone kąty przednie i zaopatrzone w jamki do chowania czułków podgięcia. Tarczka jest dość duża, trójkątna w zarysie. Pokrywy zwykle mają niepunktowaną powierzchnię oraz wąskie, niepełne, dochodzące do ⅔ ich długości epipleury z dołkami do chowania ud. Tylna para skrzydeł ma mocno zredukowane użyłkowanie. Przedpiersie ku przodowi uwydatnione jest w płat zakrywający od spodu narządy gębowe, a między biodra wypuszcza szeroki, pozbawiony żeberek, na szczycie prawie ścięty wyrostek. Śródpiersie jest szerokie i bardzo krótkie. Zapiersie jest szerokie i nagie. Odnóża mają szerokie i płaskie biodra oraz trójczłonowe, rzadko czteroczłonowe stopy. Golenie środkowej i tylnej pary mają guzy po zewnętrznej stronie za środkiem długości.
Odwłok ma pięć widocznych na spodzie sternitów (wentrytów), z których ostatni jest duży i na tylnej krawędzi zaokrąglony. Pierwszy wentryt jest dłuższy niż trzy następne razem wzięte i ma niepełne, dochodzące do krawędzi bocznych linie udowe. Genitalia samca mają silnie asymetryczny tegmen z krótkimi lub mocno uwstecznionymi paramerami. Samice mają niewielką, dwu- lub trójkomorową spermatekę o dobrze zesklerotyzowanym infundibulum oraz owalne pokładełko pozbawione gonostylików.

## Rozprzestrzenienie
Rodzaj azjatycki. Większość gatunków występuje w Chinach. Poza tym przedstawiciele rodzaju znani są z południowej Japonii, Wietnamu, Indii i Sri Lanki.

## Taksonomia
W 1940 roku Edward Albert Chapin wprowadził rodzaj Serangiella, wyznaczając jego gatunkiem typowym Oeneis flavescens, opisanego w 1866 roku przez Wiktora Moczulskiego. W 1961 roku Mutsuo Miyatake wprowadził rodzaj Microserangium, gatunkiem typowym wyznaczając opisanego w tej samej publikacji Microserangium shikokense. W 1977 roku Đúc Nhuân Hoàng zauważył, że Oeneis flavescens został jednak błędnie oznaczony. Jako gatunek typowy rodzaju próbował on potraktować kombinację Serangiella flavescens Chapin, 1940. Krok ten próbowali podeprzeć Adam Ślipiński i Daniel Burckhardt, przy okazji synonimizując Microserangium z Serangiella. W 2013 roku Wang Xingmin, Adam Ślipiński i Ren Shunxiang zauważyli jednak, że Serangiella flavescens nie została nigdy formalnie opisana, w związku z czym, zgodnie z zasadami ICZN, uznali nazwy Serangiella i Serangiella flavescens za niedostępne, a jako ważną nazwę rodzajową przywrócili Microserangium.
Do rodzaju tego należy 18 opisanych gatunków:

- Microserangium bacthaiense Hoang, 1978
- Microserangium brunneonigrum Poorani, 2000
- Microserangium ceylonicum (Weise, 1901)
- Microserangium coconiense Duverger, 1997
- Microserangium dactylicum Wang & Ren, 2013
- Microserangium deltoides Wang & Ren, 2013
- Microserangium erythrinum Wang & Ren, 2013
- Microserangium fuscum Wang & Ren, 2013
- Microserangium glossoides Wang & Ren, 2013
- Microserangium hainanense Miyatake, 1961
- Microserangium laterale (Motschulsky, 1866)
- Microserangium lonchiatum Wang, Huo & Ren, 2014
- Microserangium okinawense Miyatake, 1961
- Microserangium rhapidophorum Wang, Huo & Ren, 2014
- Microserangium semilunatum Wang & Ren, 2013
- Microserangium shennongense Wang & Ren, 2013
- Microserangium shikokense Miyatake, 1961
- Microserangium vietnamicum (Hoang, 1978)